# Bruce Kendall
Anthony Bruce Kendall (ur. 27 czerwca 1964 w Papakura) – nowozelandzki żeglarz sportowy, dwukrotny medalista olimpijski.
Startował w klasach windsurfingowych. Brał udział w trzech igrzyskach (IO 84, IO 88, IO 92), na dwóch zdobywał medale. W 1988 sięgnął po złoty medal, cztery lata wcześniej zajął trzecie miejsce. Był złotym medalistą mistrzostw świata.
Jego siostra, Barbara Kendall, także jest żeglarką, trzykrotną medalistką olimpijską.